# Burtonitethya
Burtonitethya is een geslacht van sponzen uit de klasse van de gewone sponzen (Demospongiae). 

## Soort
- Burtonitethya gemmiformis Sarà, 1994